# Mladí lidovci
Mladí lidovci (zkratka ML) je organizace sdružující mladé členy a příznivce KDU-ČSL. Jejím cílem je osobní rozvoj a podpora občanského vzdělávání v otázkách křesťansko-demokratické politiky, s důrazem na křesťanské konzervativní hodnoty. Členem Mladých lidovců může být osoba ve věku 15–35 let. Předsedkyní sdružení je od března 2025 Františka Sandroni. Počet členů organizace se poslední roky pohybuje kolem 400 členů.

## Historie
Vzniku celostátní organizace předcházela dlouhodobá nespokojenost některých členů se zaměřením činnosti Mladých křesťanských demokratů, jejichž organizace vznikla v roce 1998 (v roce 2021 se sloučila do jedné mladolidovecké organizace). Nové občanské sdružení bylo těmito členy založeno 17. října 2012 v Brně. Mladí lidovci jsou tedy prakticky již čtvrtou mládežnickou organizací lidovců po Mladé generaci Československé strany lidové existující v době první republiky a Mládeži Československé strany lidové existující do roku 1948.
V sobotu 9. března 2013 se konala druhá Valná hromada spolku. Bylo zvoleno nové předsednictvo, mandát předsedy spolku obhájil Petr Hladík. Mezi lety 2015–2017 byl předsedou spolku politolog Vladimír Hanáček. V únoru 2017 byl na celostátním sjezdu v Praze zvolen nový předseda Filip Chvátal, který svůj mandát obhájil i následující rok. V roce 2019 se novým předsedou stal bývalý tiskový mluvčí a volební manažer KDU-ČSL Václav Pláteník, jenž spolek vedl dvě volební období až do sloučení s Mladými křesťanskými demokraty.
Na společném slučovacím sjezdu v Brně 4. a 5. června 2021 bylo schváleno spojení Mladých lidovců a Mladých křesťanských demokratů a zvoleny nové společné celostátní orgány. Prvním předsedou sloučené organizace se stal právník Radovan Gaudyn. Na celostátním sjezdu v Ústí nad Labem se rozhodl svou funkci neobhajovat a 9. dubna 2022 byla do čela spolku zvolena poprvé žena v osobě Heleny Martinkové, která se odborně věnuje ochraně přírody a na Celostátním sjezdu v Českých Budějovicích 15. dubna 2023 svůj post obhájila.

## Aktivity
Organizace se celoročně podílí na řadě aktivit a nabízí širokou škálu událostí od teambuildingových setkání přes plesy, výlety, odborné semináře, workshopy, přednášky, panelové debaty až po zahraniční výměny. Hlavním cílem všech akcí je osobní rozvoj člověka zaměřený na prosazování křesťanskodemokratických hodnot. Mezi nejvýznamnější akce Mladých lidovců patří Summer Camp, který se pořádá pravidelně každý rok. Účastní se ho okolo sto mladých členů i nečlenů. 
Několik let pořádali Mladí lidovci společný ples s Vysokoškolským katolickým hnutím v Brně. V roce 2020 byl ples uspořádaný samostatně. Mezi významné akce pořádané s partnerskými organizacemi patří rovněž přeshraniční výměny a diskuze s bavorskou odnoží Junge Union (mládežnickou organizací CDU/CSU) a Junge ÖVP (mládežnickou organizací rakouských lidovců).

## Vztahy s KDU-ČSL
Mladí lidovci od začátku usilovali o status mládežnické organizace KDU-ČSL, k podpisu smlouvy o spolupráci došlo v červnu roku 2013, tedy asi po 9 měsících existence sdružení. Podporu sdružení svým vstupem jasně vyjádřil tehdejší 1. místopředseda KDU-ČSL Marian Jurečka. V organizaci působila řada dalších významných osobností KDU-ČSL, působících posléze ve vedení strany, jako je poslanec Evropského parlamentu Tomáš Zdechovský či 1. náměstek primátorky města Brna Petr Hladík.
Po sloučení Mladých lidovců a Mladých křesťanských demokratů byla sjednána nová smlouva, která blíže zakotvila Mladé lidovce ve struktuře KDU-ČSL a kodifikovala dlouholetou praxi úzké spolupráce.

## Vztahy s Mladými křesťanskými demokraty
Vztah k Mladým Křesťanským demokratům(MKD) prošel určitým vývojem. Mladí lidovci se od počátku zaměřovaly na převážně jiné spektrum aktivit a činností. Od roku 2018 sílilo sbližování mezi oběma mládežnickými organizacemi KDU-ČSL, tedy mezi MKD a Mladými lidovci. Cílem, o který usilovala i mateřská strana KDU-ČSL, bylo spojení do jedné silné mládežnické organizace. Tato idea sloučení byla nakonec 4. a 5. června 2021 naplněna sloučením MKD s Mladými lidovci na společném sjezdu v Brně.

## Struktura Mladých lidovců
| Rok  | Členstvo |
| ---- | -------- |
| 2012 | ?        |
| 2013 | 100      |
| 2022 | 421      |
| 2023 | ?        |
| 2024 | 413      |
| 2025 | 415      |

Mladí lidovci působí na celostátní a krajské úrovni. Celostátními orgány spolku jsou sjezd, který volí předsednictvo (6 členů), celostátní výbor (19 členů + předsednictvo) a kontrolní a revizní komisi (5 členů).
Vedle toho působí Mladí lidovci ve 13 krajských organizací, které kopírují existují územní členění ČR. Jednotlivé krajské organizace jsou řízeny krajským výborem, který tvoří předseda a určený počet členů v pozicích místopředsedů či členů krajského výboru. Největší organizace jsou jihomoravská, jihočeská a pražská. Nejnovější organizací je liberecká, která byla zřízena 1. května 2022.
Členská základna organizace se řadí k největším. V roce 2022 měla organizace 421 členů. Po roce 2023 se Mladí lidovci stali největší politickou mládežnickou organizací v České republice. Od listopadu 2024 se Mladí lidovci stali druhým největším uskupením, když se největší organizací stala mládežnická organizace Generace Motor strany Motoristé sobě.

## Předsednictvo Mladých lidovců
Předsednictvo ML tvoří předseda, 1. místopředseda, 3 řadoví místopředsedové a od roku 2021 ještě tajemník. Tito mají většinou přiřazené okruhy (sekce) zodpovědnosti (členská základna, vnější vztahy, projekty, atd.). Předsednictvo má funkční období jeden rok a je voleno na každoročním sjezdu.
| Rok       | Jméno              | Ostatní členové předsednictva                                                                          |
| --------- | ------------------ | --- |
| 2012–2013 | Petr Hladík        | Antonín Homola, Jan Novotný, Jan Zasadil                                                               |
| 2013–2014 | Petr Hladík        | Antonín Homola, Magdalena Kokejlová, Vladimír Hanáček, Jan Novotný                                     |
| 2014–2015 | Petr Hladík        | Fay Vivien Adensamová, Vladimír Hanáček, Jan Novotný, Karel Smetana                                    |
| 2015–2016 | Vladimír Hanáček   | Fay Vivien Adensamová, Jiří Srna, Antonín Světinský, Jan Zasadil                                       |
| 2016–2017 | Vladimír Hanáček   | Radovan Gaudyn, Michael Kalný, Miriam Kolářová, Alžběta Volfová                                        |
| 2017–2018 | Filip Chvátal      | Radovan Gaudyn, Michael Kalný, Václav Pláteník, Václav Najzar                                          |
| 2018–2019 | Filip Chvátal      | Radovan Gaudyn, Josef Pavlík, Helena Martinková, Markéta Filipová                                      |
| 2019–2020 | Václav Pláteník    | Helena Martinková, Anežka Fuchsová, Adéla Chamrádová, Martin Polívka                                   |
| 2020–2021 | Václav Pláteník    | Helena Martinková, Martin Polívka, Barbora Paulová, Martin Šablatura                                   |
| 2021–2022 | Radovan Gaudyn     | Helena Martinková, Martin Polívka, Vít Mikušek, Patrik Cibere + Tomáš Konečný (tajemník)               |
| 2022–2023 | Helena Martinková  | Patrik Cibere, Vít Mikušek, Matěj Kos, Marcela Jelínková + Tomáš Konečný (tajemník)                    |
| 2023–2024 | Helena Martinková  | Jiří Baňka, Anna Palánová, Vlastimil Stříbrný, Vojtěch Orlík + Tomáš Konečný (tajemník)                |
| 2024–2025 | Helena Martinková  | David Janoška, Marie Dobešová, Jakub Matelka, Anna Palánová + Tomáš Konečný (tajemník)                 |
| 2025–2026 | Františka Sandroni | Vojtěch Dobeš (1. místopředseda), Tomáš Bernard, Petr Kobylka, Anna Palánová + Václav Tobek (tajemník) |